# HD 203949
HD 203949是距離地球257光年，位於顯微鏡座的一顆巨星。它的表面溫度為4618+113
− K。它要麼是在紅巨星分支上，在氦核周圍的殼中融合氫氣；要麼更可能是目前在其核心中融合氦的紅群聚恆星。相較於太陽，HD 203949富含重元素，金屬量（[Fe/H]）為0.17±0.07 dex。與紅巨星一樣，與鐵相比，HD 203949的鈉和鋁有更高的濃度。
截至2019年，多樣性調查沒有發現HD 203949周圍有任何恆星伴星。

## 行星系統
在2014年，通過徑向速度法發現了一顆圍繞HD 203949運行的行星。在經歷恆星演化的紅星階段，這顆行星極不可能在目前的軌道上倖存下來。它很可能是最近才從更外側的軌道上遷徙來的。
行星系統的配置，有利於在不久的將來，對這顆系外行星進行直接成像，因此在2018年被列入已知的十大最容易觀測的目標。
| 成員 (依恆星距離) | 质量          | 半長軸 (AU) | 轨道周期 (天) | 離心率      | 傾角 | 半径 |
| ----------------- | ------------- | ----------- | ------------- | ----------- | ---- | ---- |
| HIP 105854b       | >8.2+0.2 − MJ | 0.81+0.03 − | 184.2+0.5 −   | 0.02+0.03 − | —    | —    |

1. ↑  根據Campante等人的說法，這顆行星的最低質量必須向下修正30%[2]。